# X-COM: Terror from the Deep
X-COM: Terror From the Deep – druga gra z serii X-COM, tym razem akcja toczy się głównie pod wodą i nad brzegami zbiorników wodnych.
W 1995 ukazał się sequel cieszącej się wielką popularnością gry strategiczno-ekonomicznej UFO: Enemy Unknown, drugiej z cyklu klasycznych gier X-COM. Gra ta została oparta na pomyśle i kodzie poprzedniej części, zmieniło się natomiast miejsce walki. Rasy Obcych, bronie i technologie są bardzo podobne, z zachowaniem podziału nawigacji na GeoScape do planowania strategicznego i BattleScape dla misji bojowych w rozgrywce turowej z widokiem izometrycznym.
Podobnie jak w przypadku poprzedniej części dostępna była też późniejsza wersja X-COM: Terror From the Deep Gold (Collector’s Edition), obsługiwana przez system Microsoft Windows. W 2007 pojawiła się nowa wersja gry wydana przez 2K Games i sprzedawana przez Steampowered.com, obsługująca platformę Windows XP i DirectX, zachowując jednak oryginalną oprawę graficzną.

## Opis fabuły
Tuż przed zniszczeniem bazy Obcych na Marsie w X-COM: UFO Enemy Unknown, z bazy tej wysłano sygnał w kierunku Ziemi. Tutaj, zatopiony 65 milionów lat temu w głębi oceanów, spoczywa statek kolonizacyjny Obcych, który po odebraniu sygnału budzi swoją załogę. 30 lat po pierwszej wojnie X-COM staje przed nowym zagrożeniem – tym razem z głębin.
1 stycznia 2040 powstaje pierwsza baza morska X-COM i rozpoczyna się walka z Obcymi w morzach i oceanach, ale także na statkach, w portach czy w nadmorskich kurortach terroryzowanych przez Obcych. W trakcie walki poznajemy stopniowo 11 nowych ras i ich technologię, rozbudowujemy nasze nowo budowane bazy, bronimy ludzkość przed inwazją z głębin.
Dodatkowym utrudnieniem jest konieczność wykonywania misji bojowych pod wodą, często w ciemności, co nie tylko wpływ ma na ograniczoną widoczność, ale i sposób poruszania się jednostek. Oprócz tego część misji wykonujemy na powierzchni ziemi, gdzie nie działa część z naszych broni świetnie sprawdzających się pod wodą. Z czasem odkrywamy lepszą broń uniwersalną (Gauss) oraz broń soniczną Obcych., Dodatkowo dzięki technologii Obcych coraz skuteczniej radzimy sobie z setkami USO (Unidentified Submerging Objects).
Na nasz status ekonomiczny wpływa między innymi nasza skuteczność w wykrywaniu i zwalczaniu aktywności Obcych (m.in. liczba ofiar cywilnych czy rozmiar zniszczeń) przede wszystkim na terenie państw członkowskich organizacji X-COM. Nie bez znaczenia są też nasze dochody ze sprzedaży obcej technologii, tu jednak ceny maleją wraz z jej powszechnością.
Oprócz misji typu przejęcie zestrzelonego statku Obcych, ratowanie ludzi przed terrorem, obrona własnej bazy, atak na kolonię wroga, mamy też misje w losowych lokalizacjach (ruiny Atlantydy, wrak samolotu itp.) i ostatecznie misja końcowa, w wyniku której zostaje zniszczony T’leth.